# Qasr Bshir
Vous lisez un « article de qualité » labellisé en 2024.
Qasr Bshir (en arabe : قصر بشير ; variantes Qasr Bashir, Qasr Bshayr, parfois Kasr Bschêr ou encore Ksour-Bchêr) est un fortin romain situé sur le plateau aride et désertique qui domine la vallée du wadi al-Mujib dans l'actuelle Jordanie.
Ce petit poste bâti vers 300, lors de la Tétrarchie, sur un emplacement nabatéen est connu par une inscription sous les noms latins de castra praetori Mobeni ou praetorium Mobeni (francisé en Mobène). Conçu pour une unité de cavalerie, il constituait au cours des IVe et Ve siècles un maillon du système défensif désigné par les historiens modernes sous le nom de limes Arabicus. Déserté des Romains au Ve siècle, il est temporairement réoccupé sous les Omeyyades, puis définitivement abandonné.
Ses ruines isolées sont redécouvertes par les explorateurs occidentaux à la fin du XIXe siècle, et étudiées par les archéologues à partir de 1982. Elles constituent un exemple de fortifications frontalières parmi les mieux conservées de l'Empire romain. La Jordanie postule depuis 2001 pour le classement des vestiges du fort sur la liste du patrimoine mondial de l’UNESCO, mais doit assurer la restauration et la protection du site pour l'obtenir.

## Localisation et site
Le fort de Qasr Bshir est situé en Jordanie, à environ 80 km au sud de la capitale Amman, dans la partie du gouvernorat d'Amman proche du gouvernorat de Karak, sur le plateau de Moab, à l'est de la mer Morte et de la route allant de Madaba à l'antique Charachmoba (Kerak). Il se trouve dans la partie centrale du limes Arabicus.
Implanté sur une partie du plateau entaillée au sud par la vallée supérieure de l'Arnon (le wadi al-Mujib moderne) et au nord par celle de son affluent le wadi Su’aydah, Qasr Bshir se trouve à 15 km au nord-est du grand camp légionnaire de Betthorus (actuellement Lejjun), fondé tout comme Qasr Bshir vers 300 et à 15 km au nord-ouest de la ville moderne d'el-Qatrana. Posé à environ 800 mètres d'altitude au milieu d'une petite dépression nue, aride et légèrement vallonnée, un peu en dessous du sommet d'une faible pente, Qasr Bshir surveille du haut de ses tours la steppe environnante vers l'est, le nord et l'ouest,.

## Histoire

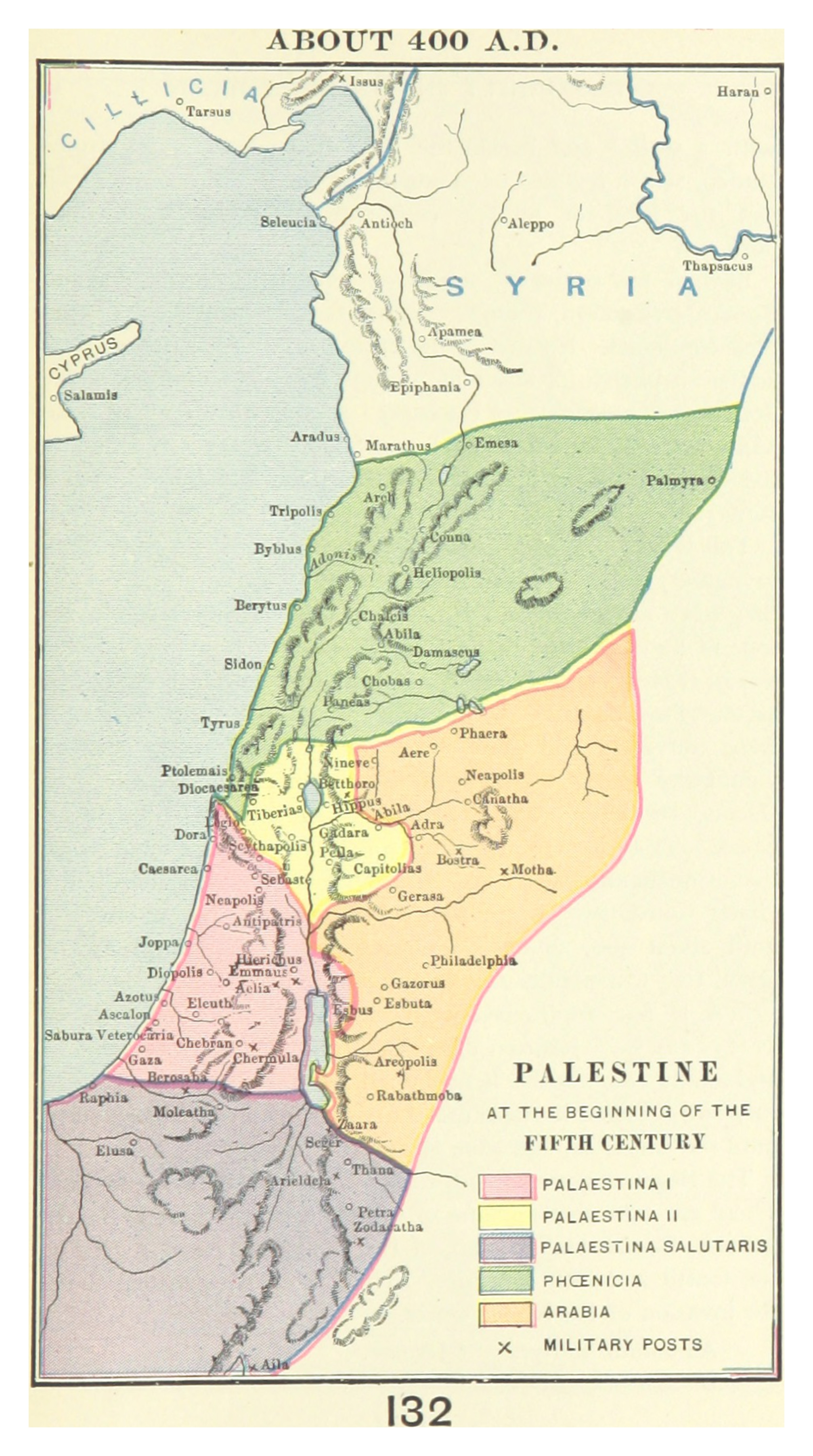
Province d'Arabie au Ve siècle, en orange.

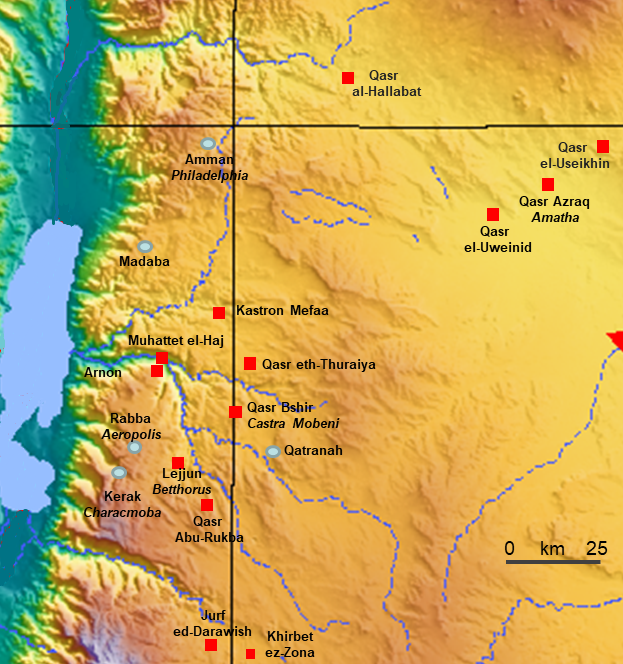
Limes Arabicus sur le plateau de Moab et le bassin d'Azraq.

Plusieurs civilisations antiques ont occupé le plateau de Moab. La région fait partie du royaume nabatéen, prospère entre le IIIe siècle av. J.-C. et le Ier siècle apr. J.-C., et des vestiges de constructions nabatéennes ont été identifiés à proximité de Qasr Bshir. Des sondages suggèrent même que son emplacement a d'abord été occupé par une tour nabatéenne, quoique les céramiques collectées lors de relevés superficiels par Samuel Thomas Parker n'indiquent pas de présence avant la fin du IIIe siècle apr. J.-C..
L'Empire romain annexe le royaume nabatéen en 105/106 et en fait la province d'Arabie avec Bostra comme capitale. Des routes stratégiques sont aménagées, la Via Nova Traiana de Damas à Pétra en passant par Madaba et Philadelphie, et une autre, reliant Bostra à Damas et Philadelphie,.
La province d'Arabie est redécoupée au début du IIIe siècle sous Dioclétien, et sa défense est organisée en profondeur à l'ouest de la ligne Bostra-Philadelphie, articulée autour de la vallée de l'Arnon (connu sous le nom arabe de Wadi al-Mujib) et de ses affluents. Sur le plateau, le grand camp prétorien de Betthorus (actuellement Lejjun), base de la Legio IIII Martia, est renforcé par un réseau étendu de tours de guets et de fortins périphériques, dont Castra Mobeni (l'actuel Qasr Bshir) à 15 km au nord-ouest de Lejjun,.
Le puissant séisme de 363 frappe la région et ravage Pétra. Il détruit des bâtiments de la forteresse de Lejjun ; son effet sur Qasr Bshir est probable, mais indéterminé.
La Notitia dignitatum, document militaire de l'administration impériale rédigé entre 400 et 429, ne mentionne pas explicitement castra Mobeni. Néanmoins, elle cite l'implantation de la Cohors III Felix Arabum dans la région de l'Arnon, répartie sur plusieurs camps (« in ripa Uade Afaris fluuii in castris Arnonensibus », littéralement « Sur la rive du wadi Afar, dans les camps arnoniens »). Parmi ceux-ci, les historiens identifient Qasr Bshir,. Ces forts sont abandonnés avant la fin du Ve siècle, au profit d'une défense de la frontière romaine confiée à des tribus arabes fédérées de l'Empire romain.
Qasr Bshir est temporairement réoccupé par les Arabes durant la période omeyyade au VIIe siècle. Il est probable qu'ils ont effectué des aménagements ou des restaurations. En effet, les deux encorbellements visibles au-dessus de l'entrée du fort sont les vestiges d'une bretèche, dispositif défensif arabe qui n'apparaît qu'au VIe siècle/VIIIe siècle.
Les archéologues situent l'effondrement des baraquements entourant la cour centrale à la fin de la période omeyyade, vraisemblablement à la suite du séisme de 747. En 750, la nouvelle dynastie des Abbassides remplace les Omeyyades et transfère sa capitale de Damas à Bagdad. L'ancienne province d'Arabie perd peu à peu de son importance et sa population, et, à l'exception de quelques centres urbains, passe aux mains des tribus bédouines. Lors d'un conflit entre tribus ou à la suite d'une action turque durant la guerre de 1914-1918, la citerne au centre de la cour est volontairement rendue inutilisable : des carcasses d'animaux y sont jetées et elle est obstruée avec des pierres des ruines.

## Architecture du fort

Plan du fort romain de Qasr Bshir.

Dans sa typologie des forts romains en Jordanie, Samuel Thomas Parker classe Qasr Bshir comme le meilleur exemple des quadriburgia, petits forts de plan carré avec des tours en saillie aux angles, dits à casernement périphérique, les baraquemeents étant adossés aux remparts. Ce plan est typique des garnisons de petits détachements et se retrouve pour plusieurs places militaires en Arabie et aussi en Numidie au centenarium d'Aqua Viva (près de M'doukal en Algérie) et en Mésie inférieure. Cette architecture apparaît à la fin du IIIe siècle et au IVe siècle, d'après la datation des bâtiments, lorsqu'elle a pu être établie après la découverte et la lecture d'inscriptions de fondation.
Le plan de Qasr Bshir est plutôt un trapèze rectangle qu'un carré, avec des côtés de 56,30 mètres au sud-est, 57,05 mètres au sud-ouest, 56,75 mètres au nord-ouest et 55,45 mètres au nord-est, pour une surface au sol de 0,31 hectare. Aux angles, quatre tours carrées de 12 m de côté et d'environ 10,3 m de hauteur font une saillie de 3 m par rapport aux courtines. Elles sont orientées vers les quatre points cardinaux et comptent trois étages dotés de trois pièces chacun. La plus grande pièce (5,5 × 4,6 mètres) occupe l'angle extérieur de la tour, les deux autres pièces mesurent 3 × 3,3 mètres et 2,90 × 4,70 mètres. Elles sont munies de meurtrières, qui assurent la ventilation et l'éclairage intérieur, et, au dernier étage, d'embrasures permettant l'utilisation de balistes. Les courtines mesurent 1,5 m d'épaisseur à leur base et s'amincissent en prenant de la hauteur. Leurs assises inférieures sont formées de blocs rocheux massifs, les niveaux supérieurs sont montés en pierres calcaires irrégulières liées au mortier de chaux. Le chemin de ronde est à 6 m de hauteur. Des bâtiments à deux niveaux s'adossent aux courtines et entourent la cour intérieure. Leur couverture est constituée de dalles de pierre soutenues par des corniches. Dans chaque tour, un escalier en pierre à rampe droite et étroite (large d'environ 1,1 mètre) dessert le chemin de ronde, le toit des bâtiments et la terrasse sommitale de la tour. Deux tours plus petites, de 6 m de largeur, encadrent l'entrée principale du fort, ouverte au sud-ouest. Celle-ci est construite en grandes pierres de taille, avec une arche au-dessus d'un linteau. Une discrète poterne de 0,95 mètre de largeur perce la courtine au pied de la tour ouest, elle conduit dans la cour intérieure par un couloir voûté de 1,30 mètre.
Les pièces en rez-de-chaussée des bâtiments sont cloisonnées par des murs de refend régulièrement espacés de 5 m. Chaque pièce dispose de trois renfoncements contre le mur du fond. Mesurant chacun 1 m de large × 0,60 m de profondeur × 1,20 m de haut et placés à 70 centimètres au-dessus du sol, ces renfoncements sont similaires à ceux observés sur le site d'Um el-Jimal et sont interprétés de la même façon comme des mangeoires. Ces pièces, au nombre de 23, devaient donc servir d'écuries. Les pièces à l'étage logeaient la garnison, dans sept chambres sur les côtés nord-est et sud-est, et six au nord-ouest et au sud-ouest. Leurs murs étaient revêtus d'enduit. L'accès à ces chambrées se faisait par une allée de desserte surélevée de 1,80 mètre de largeur, supportée par des piliers en pierre. La pièce située à l'opposé de l'entrée est la seule dépourvue de mangeoires et d'étage. Plus haute de plafond que les autres pièces et précédée d'une sorte d'antichambre débordant dans la cour, elle est interprétée comme les principia (quartier général du fort), selon une disposition similaire observée dans le fort de Qasr Azraq,.
Deux citernes dans la cour centrale et trois autres à l'extérieur, ainsi qu'un réservoir de 64 × 47,5 mètres à 500 m du fortin, assuraient le ravitaillement en eau.

Ruines du castrum Mobeni
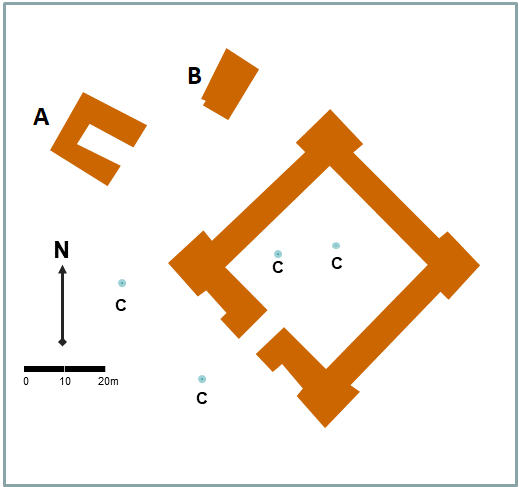
Plan de masse du fortin et des bâtiments A et B voisins. C = citerne.
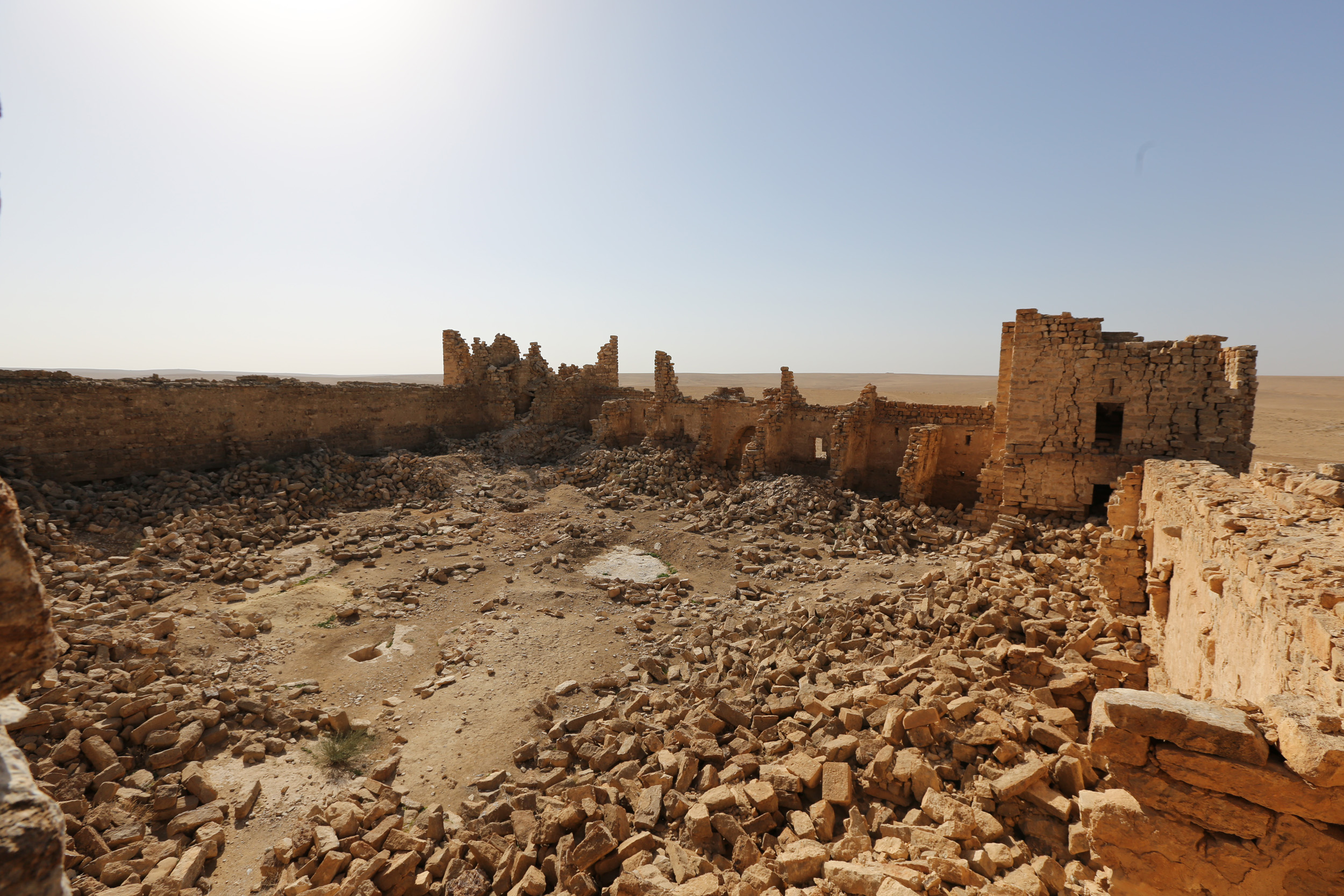
Cour intérieure du fortin.
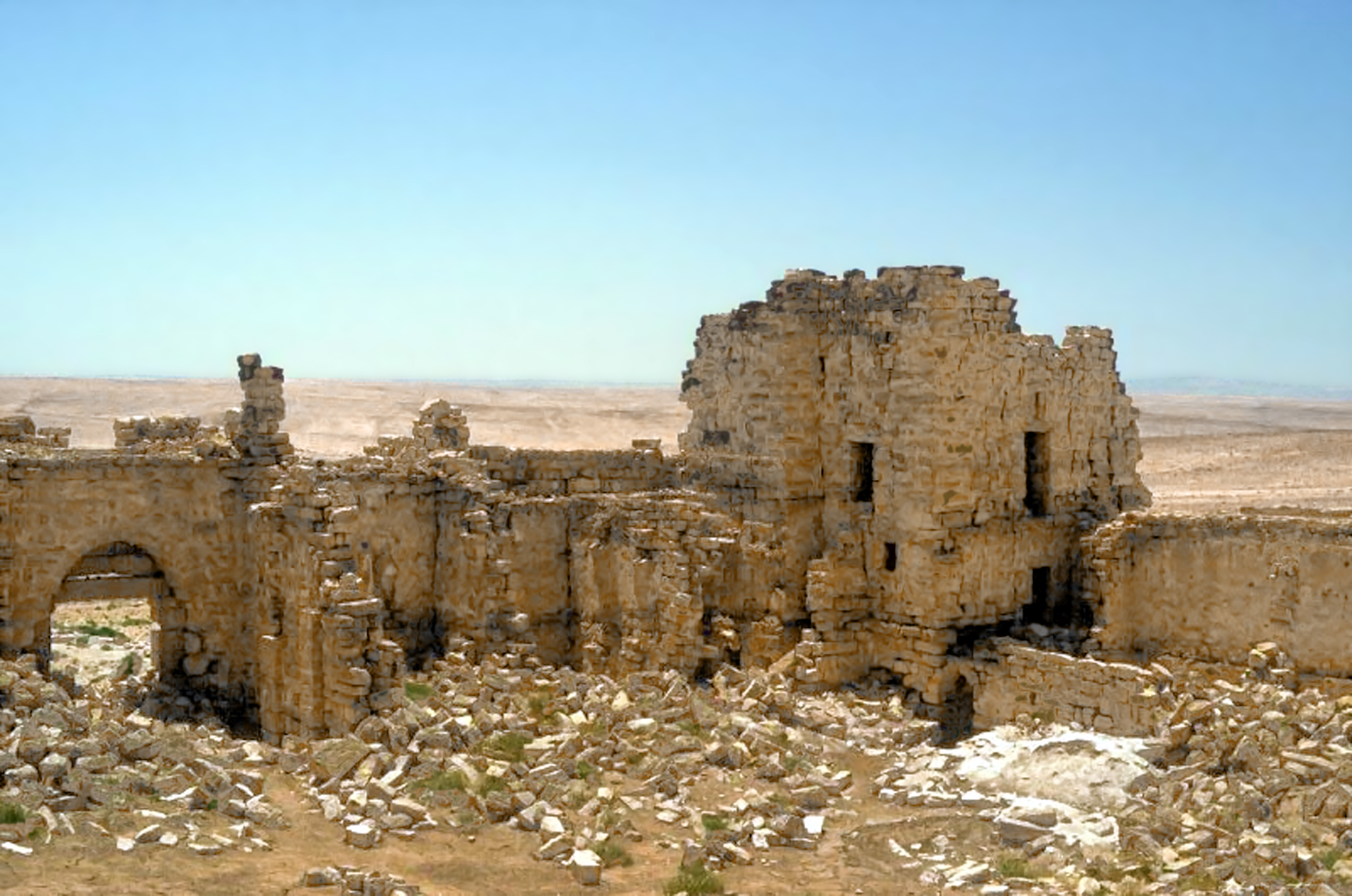
Intérieur, entrée et tour ouest.
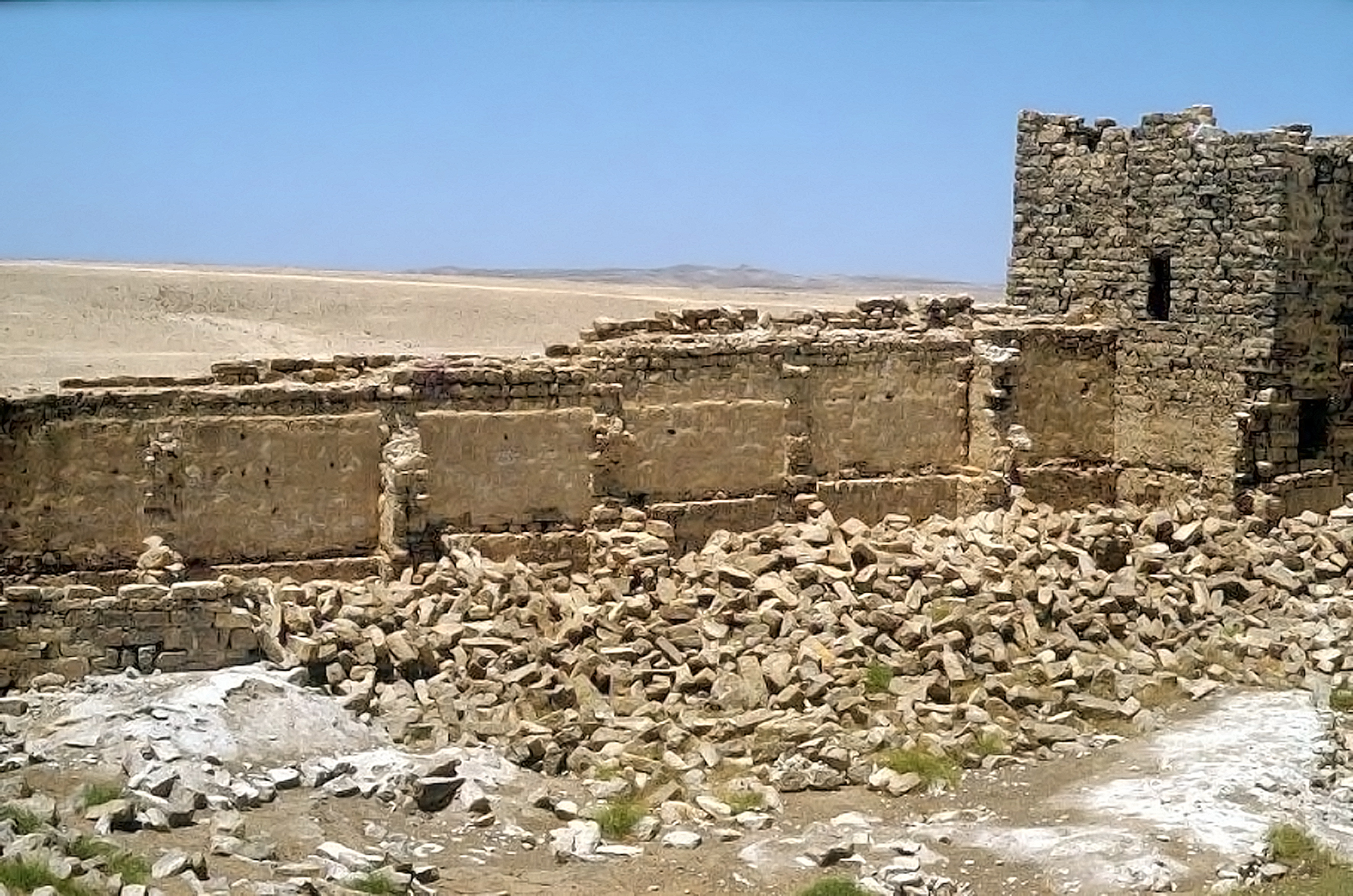
Section nord-ouest et tour nord. Étage avec vestige des murs de refend.

Détails de la tour nord
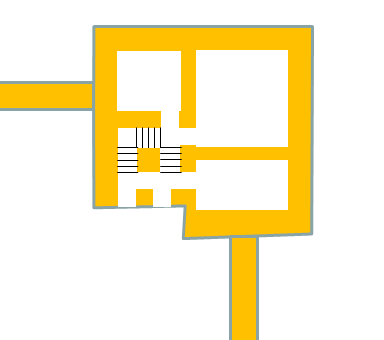
Plan d'une tour et de son escalier en spirale.
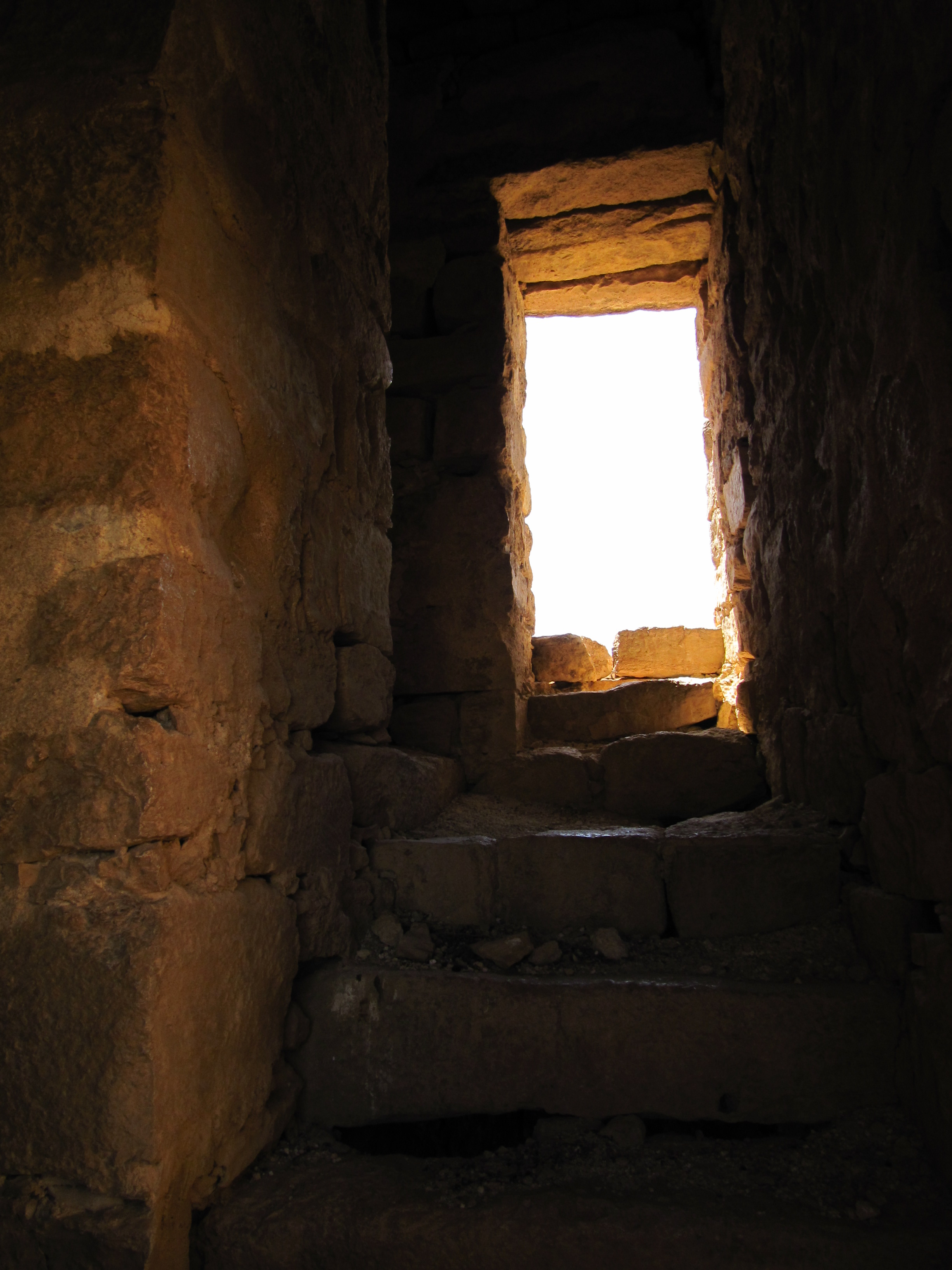
Escalier intérieur menant à une porte.
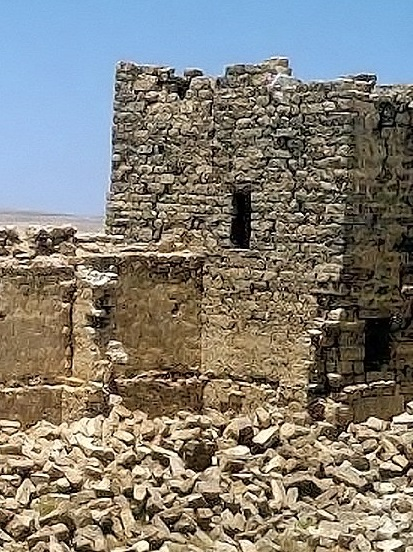
Tour nord, porte donnant sur le chemin de ronde.

## Les dépendances:vicuset réservoir

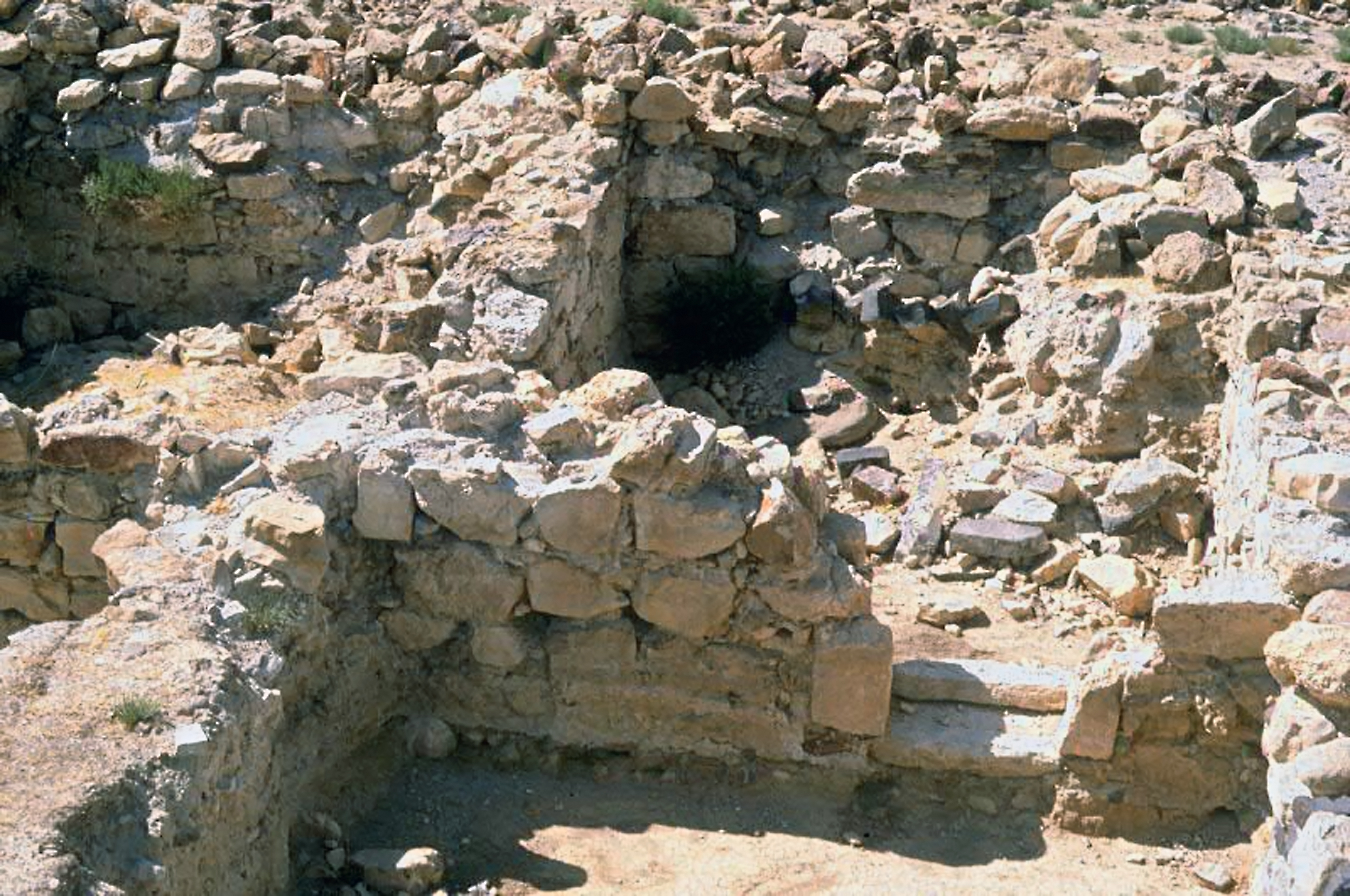
Deux pièces du vicus A.

À quelques dizaines de mètres au nord-ouest du fort, les vestiges de deux bâtiments, identifiés par les lettres A et B, sont qualifiés par Samuel Thomas Parker de vicus, village dépendant du fort. Le bâtiment B est entièrement rasé, il n'en subsiste que le tracé au sol des murs, disparus pour un probable remploi. Le bâtiment A est fondé sur une ancienne tour carrée nabatéenne de 5 mètres de côté. La reconstruction romaine incorpore les vestiges nabatéens dans un bâtiment rectangulaire de 17 × 19 mètres, organisé en une série de pièces sur les trois côtés d'une cour intérieure ouverte en direction du fort. Le sondage archéologique réalisé en 1985 sur une surface de 4,2 × 2,1 mètres dans la pièce au sud-est montre une occupation sur la période tardo-romaine et byzantine précoce (vers 300-324 et 324-vers 400 selon l'échelle chronologique employée par les archéologues américains).
Un vaste réservoir rectangulaire qui paraît contemporain du fort se trouve à moins d'un kilomètre, sur l'autre pente du site. Alimenté grâce à la dérivation d'un oued par un muret en maçonnerie au mortier et un canal, il mesure 64 × 47,5 mètres et est bordé d'un mur de 2 mètres d'épaisseur. Sa profondeur est indéterminée en raison du limon qui encombre le fond. Ce captage qui montre des signes d'entretien récent est encore opérationnel, et contenait de l'eau lors des fouilles de juin 1982 et 1985,.

## La garnison
Si le fort est occupé par une unité de cavalerie, les 23 écuries munies de trois mangeoires chacune desservent au maximum 69 chevaux, ce qui ne recoupe pas l'évaluation habituelle d'un effectif compris entre 120 et 150 cavaliers pour les détachements de limitanei du Bas-Empire. Les écuries du fort ne suffisent qu'à la moitié de l'effectif, ce qui oblige à diverses hypothèses pour les montures restantes : stationnement dans la cour du fort, ou parquage à l'extérieur, répartition dans d'autres postes militaires du voisinage ou encore alternance d'affectation par moitié de l'unité entre périodes de repos en garnison au fort et patrouilles montées dans le secteur.

## Archéologie et épigraphie

### Premières découvertes

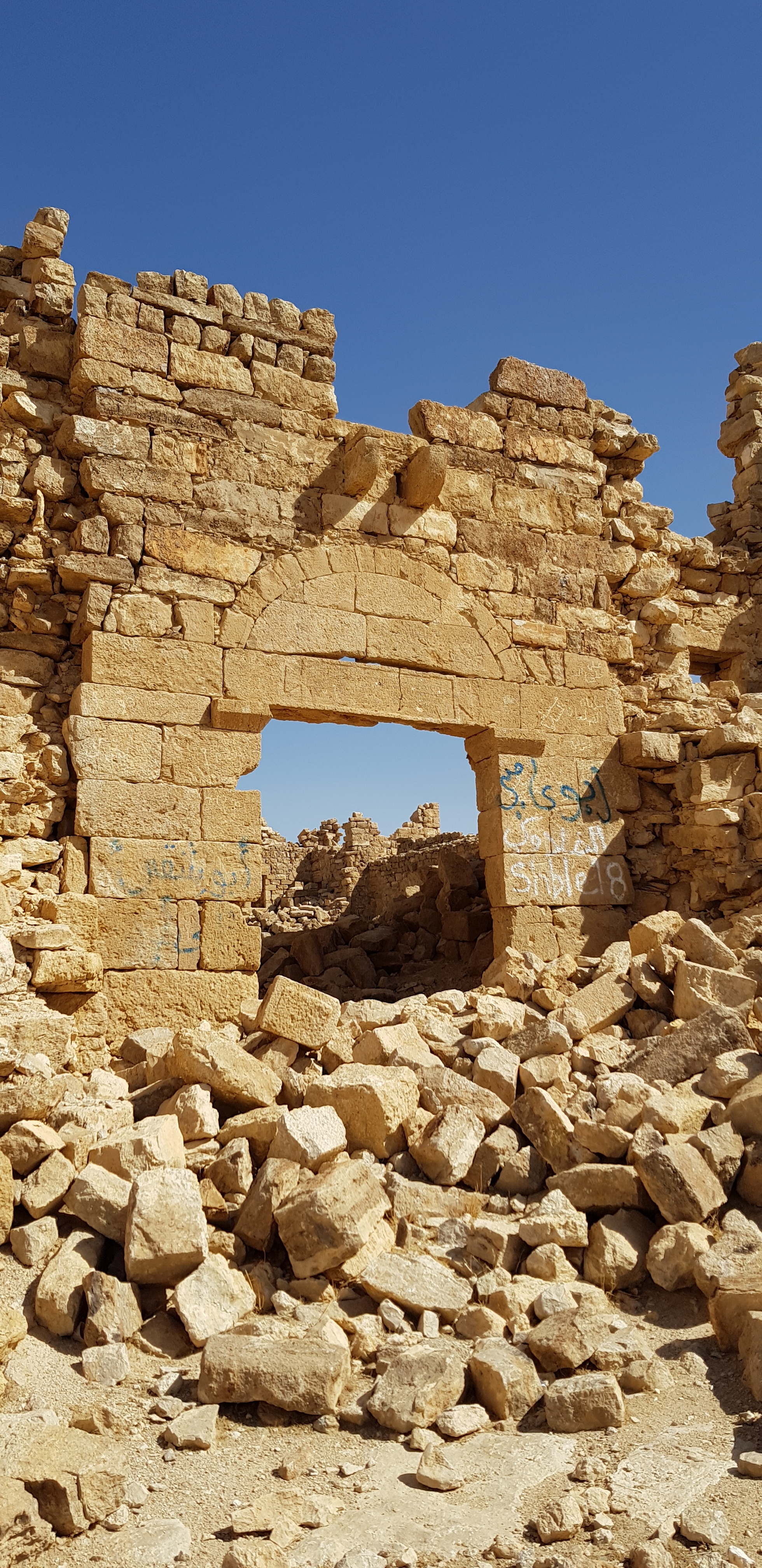
Porte du fortin. Linteau avec l'inscription. Encorbellements, vestiges d'une bretèche.

À la fin du XIXe siècle, des voyageurs occidentaux explorent la région entre Madaba et Pétra et relèvent la trace de fortifications romaines au bord du désert. Dans les ruines de Ksour-Bshêr (sic), ils relèvent une inscription latine sur le linteau de l'entrée du fortin. En 1897 et 1898, les historiens Rudolf Ernst Brünnow et Alfred von Domaszewski de l'université de Heidelberg étudient le site et en dressent un plan détaillé.
Encadrée dans un cartouche en queue d'aronde (tabula ansata), l'inscription donne le nom antique du lieu, castra praetorium Mobeni :

« Optimis maximisque principibus nostris Caio Aurelio / Valerio Diocletiano Pio Felici Invicto Augusto et / Marco Aurelio Valerio Maximiano Pio Felici Invicto Augusto et / Flavio Valerio Constantio et Galerio Valerio Maximiano / nobilissimis Caesaribus castra praetorii Mobeni a fundamentis / Aurelius Asclepiades praeses provinciae Arabiae / perfici curavit »

Traduction : 

« À nos très bons et très grands princes Caius Aurelius Valerius Diocletianus (Dioclétien), pieux, chanceux, invaincu, auguste, et Marcus Aurelius Valerius Maximianus (Maximien), pieux, chanceux, invaincu, auguste, et Flavius Valerius Constantius (Constance) et Galerius Valerius Maximianus (Galère), très nobles césars. Aurelius Asclepiades, praeses de la province d'Arabie, a donné l'ordre de la fondation du camp prétorien de Mobène. »

L'inscription est dédiée aux quatre tétrarques, ce qui date la fondation du fortin à la période 293-305 ou précisément en 306 selon Thomas Parker en 1984 , qui revient ensuite sur le consensus 293-305,. Le praeses Aurelius Asclepiades n'est connu que par cette inscription.
L'étude du limes romain visible en Jordanie reste longtemps le parent pauvre des recherches archéologiques. En effet, Thomas Parker constate que de 1948 à 1977, aucune communication écrite n'a été faite sur ce sujet lors des congrès d'études de la frontière romaine. L'intérêt renaît en 1980 avec le Central Limes Arabicus Project, impulsé par l'université d'État de la Caroline du Nord et le Centre américain de recherches orientales d'Amman. De 1980 à 1989, le secteur à l'est de la mer Morte est étudié pour comprendre le système défensif romain centré autour du grand camp de Betthorus (Lejjun) implanté sur le plateau de Moab et complété par une série de tours de surveillance et de fortins, replaçant Qasr Bshir au sein de ce dispositif militaire,.

### Missions archéologiques de la fin duXXesiècle
Dans le cadre du Central Limes Arabicus Project, deux missions archéologiques sont menées à Qasr Bshir en 1982 et en 1985.
En 1982, deux petits sondages sont effectués. Le premier sondage, référencé H1, est localisé dans l'angle ouest de la cour intérieure du fort, au débouché du couloir de la poterne sur une surface de 2 × 2 mètres. Les archéologues dégagent la sortie voûtée de la poterne jusqu'à sa fondation et atteignent le niveau d'origine de la cour, matérialisé par une surface dure comme un sol en mortier.
Le second sondage se situe contre la courtine sud-ouest, dans l'angle d'une pièce moins encombrée de déblais, car ayant conservé ses murs à la hauteur d'origine (sondage H2, 2 × 1,50 mètre). La fouille atteint la fondation du mur sur le rocher, et montre un sol d'origine nivelé par un compactage d'argile, de calcaire concassé et de galets, qui contenait deux tessons d'époque romaine tardive.
Une seconde série d'explorations est réalisée en 1985. À leur arrivée, les archéologues ont la mauvaise surprise de constater une fouille illicite de la surface de cour dégagée en 1982, bouleversant les couches jusqu'au niveau rocheux et les mélangeant à des débris modernes, notamment des mégots de cigarettes. Quatre nouveaux sondages sont réalisés. Le sondage H3 explore le mur adossé à la courtine d'une des pièces entourant la cour, pour dégager des gravats trois mangeoires, confirmant l'usage de ces pièces comme écuries. La recherche H4 cible une citerne au milieu de la cour, susceptible d'avoir accumulé des artefacts antiques. Des tessons de poterie datant de l'âge du fer et de la période nabatéenne sont recueillis, mais ce sondage n'est pas prolongé, car la citerne, volontairement comblée de débris de maçonnerie à une époque indéterminée, se révèle dangereuse à dégager. Le sondage H5 s'intéresse au bâtiment A, à proximité du fort et encore inexploré. Il permet de constater une construction romaine superposée aux fondations d'une tour nabatéenne. Enfin le sondage H6 est adjacent au H1, pour élargir le dégagement de la cour d'origine et étudier une murette en pierres irrégulières liées au mortier, préservée sur une hauteur de 1,26 m et parallèle à 1,80 m du mur intérieur des écuries. Cette murette est contemporaine de la construction du fort, mais sa fonction n'est pas identifiée : ce pourrait être la base d'arcades supportant une terrasse de circulation desservant les pièces de l'étage et procurant accessoirement un ombrage autour de la cour.
Ces explorations permettent de dresser un plan détaillé du fort qui actualise celui d'Alfred von Domaszewski, de réaliser des stratigraphies et de mieux comprendre la destination du fort, pour une unité de cavalerie d'au moins 69 chevaux ou chameaux. Les artefacts et quelques monnaies confirment une implantation romaine aux IVe et Ve siècles. La monnaie romaine la plus tardive, trouvée lors du sondage H1, est datée de 347/348. Les matériaux collectés lors des sondages, tessons de céramiques et restes d'animaux divers (os de chèvres, de moutons, de chameaux, de volailles, de petits et de gros mammifères), témoignent d'une occupation allant du romain tardif IV au byzantin précoce III-IV (voir chronologie). Aucune trace d'occupation entre le milieu du Ve siècle et la période omeyyade n'est trouvée. Des poteries omeyyades, des restes animaux et une monnaie arabe indiquent une réoccupation au VIIe siècle, suivie d'une longue période d'abandon. L'effondrement des casernements autour de la cour semble contemporain ou légèrement postérieur à la présence omeyyade, peut-être causé par le tremblement de terre de 747.
| Niveau | Période                 | Datation    |
| ------ | ----------------------- | ----------- |
| VI     | romain tardif I–III     | ca. 135–284 |
| VI     | romain tardif IV        | ca. 284–324 |
| VB     | byzantin précoce I      | ca. 324–363 |
| VA     | byzantin précoce II     | ca. 363–400 |
| IV     | byzantin précoce III–IV | ca. 400–502 |
| III    | byzantin I–II           | ca. 502–551 |

La Jordanie permet depuis 1997 la prospection archéologique aérienne, avec l'assistance de la Force aérienne royale jordanienne, du Département des antiquités jordanien et du Council for British Research in the Levant (CBRL). De spectaculaires vues du fort romain de Qasr Bshir sur la steppe nue sont ainsi obtenues.

## Patrimoine

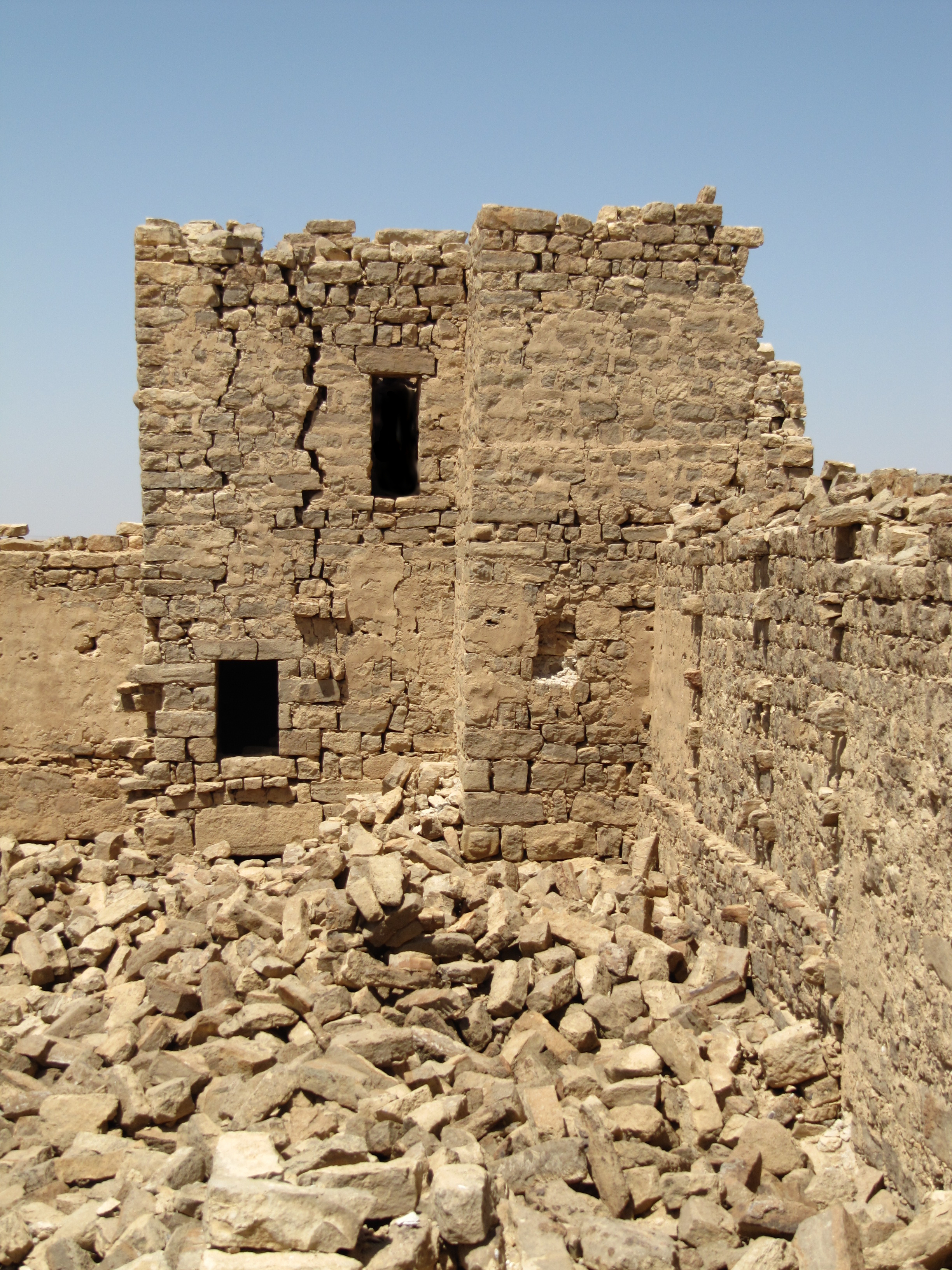
Inquiétantes lézardes d'une tour. Photographie de 2011.

En septembre 2000, le 18e Congress of Roman Frontier Studies (en français, Congrès d'études sur les frontières romaines) se tient en Jordanie, et visite le site de Qasr Bshir, sur lequel il attire l'attention.
Le Castellum de Qasr Bshir est inscrit le 18 juin 2001 par la Jordanie sur sa liste indicative nationale, comme site culturel, avec l'appréciation :« Remarquablement bien conservé, ce castellum est un souvenir émouvant de la puissance disparue de Rome. » Cette inscription sur la liste indicative est la première étape pour figurer sur la liste du patrimoine mondial de l’UNESCO (cf. Liste du patrimoine mondial en Jordanie). La conservation et la protection du site font partie des exigences requises pour le classement, et restent à assurer pour Qasr Bshir.
La comparaison entre les descriptions et les photographies de Qasr Bshir faites par Rudolf Ernst Brünnow et Alfred von Domaszewski à la fin du XIXe siècle et les observations récentes montre une détérioration considérable des bâtiments en un siècle. Durant cet intervalle, les murs extérieurs de la tour sud-ouest se sont entièrement écroulés. Autre dommage apparu, le célèbre linteau au-dessus de l'entrée, qui porte l'inscription de dédicace du fortin, déjà fissuré en deux endroits lors de sa découverte à la fin du XIXe siècle, menace de tomber, et l'entrée est souillée de tags à la peinture. Face à la dégradation de ce site historique exceptionnel et pour promouvoir sa conservation, le Qasr Bshir Conservation Project est lancé fin 2022 sous le patronage du prince Hassan ben Talal de Jordanie, et avec le soutien de David Breeze du Congress of Roman Frontier Studies, de Mark Driessen de l'université de Leyde et de Fawzi Abudanah de l'université Al-Hussein Bin Talal à Ma'an (Jordanie).